# Griffithsieae
Tribu
Les Griffithsieae sont une tribu d’algues rouges de la famille des Wrangeliaceae.

## Liste des genres
Selon AlgaeBase (4 février 2019) :
- genre Anotrichium Nägeli
- genre Baldockia A.J.K.Millar
- genre Bornetia Thuret
- genre Griffithsia C.Agardh
- genre Halurus Kützing
- genre Polychroma Bonnemaison
- genre Vickersia Karsakoff

Selon World Register of Marine Species (4 février 2019) :
- genre Anotrichium Nägeli, 1862
- genre Baldockia A.J.K.Millar, 1986
- genre Griffithsia C.Agardh, 1817
- genre Halurus Kützing, 1843

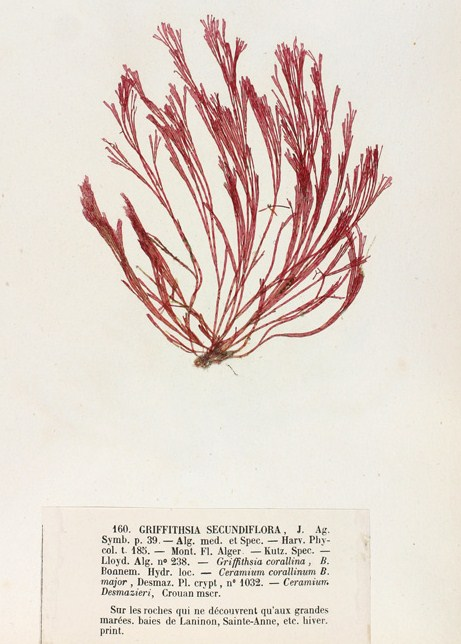
Bornetia secundiflora, planche de l’herbier des frères Pierre-Louis et Hippolyte-Marie Crouan.
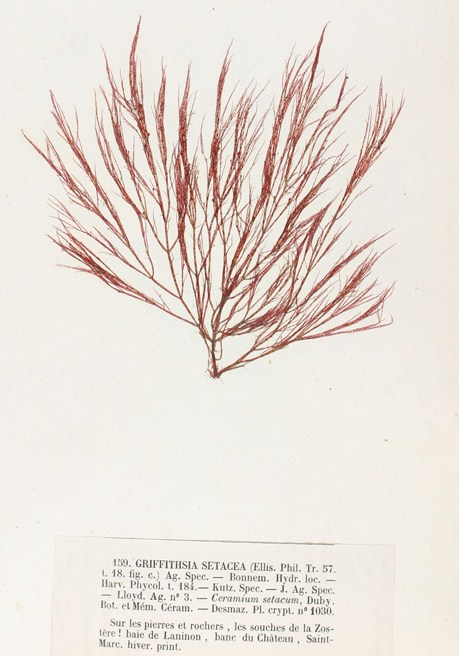
Halurus flosculosus, planche de l’herbier des frères Pierre-Louis et Hippolyte-Marie Crouan.
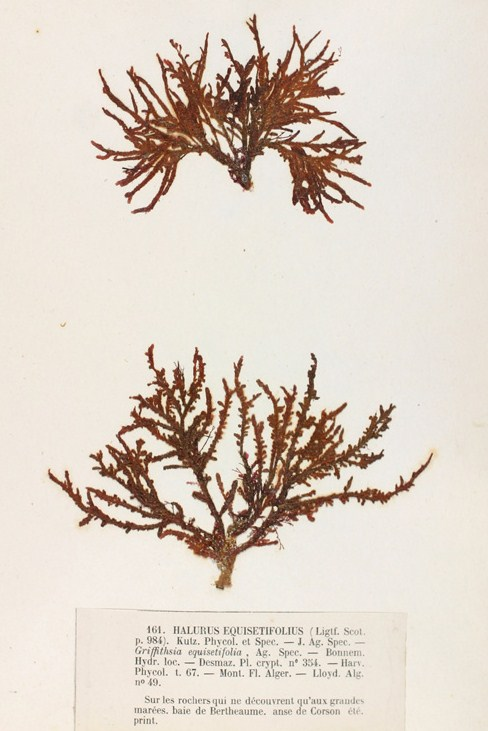
Halurus equisetifolius, planche de l’herbier des frères Pierre-Louis et Hippolyte-Marie Crouan.
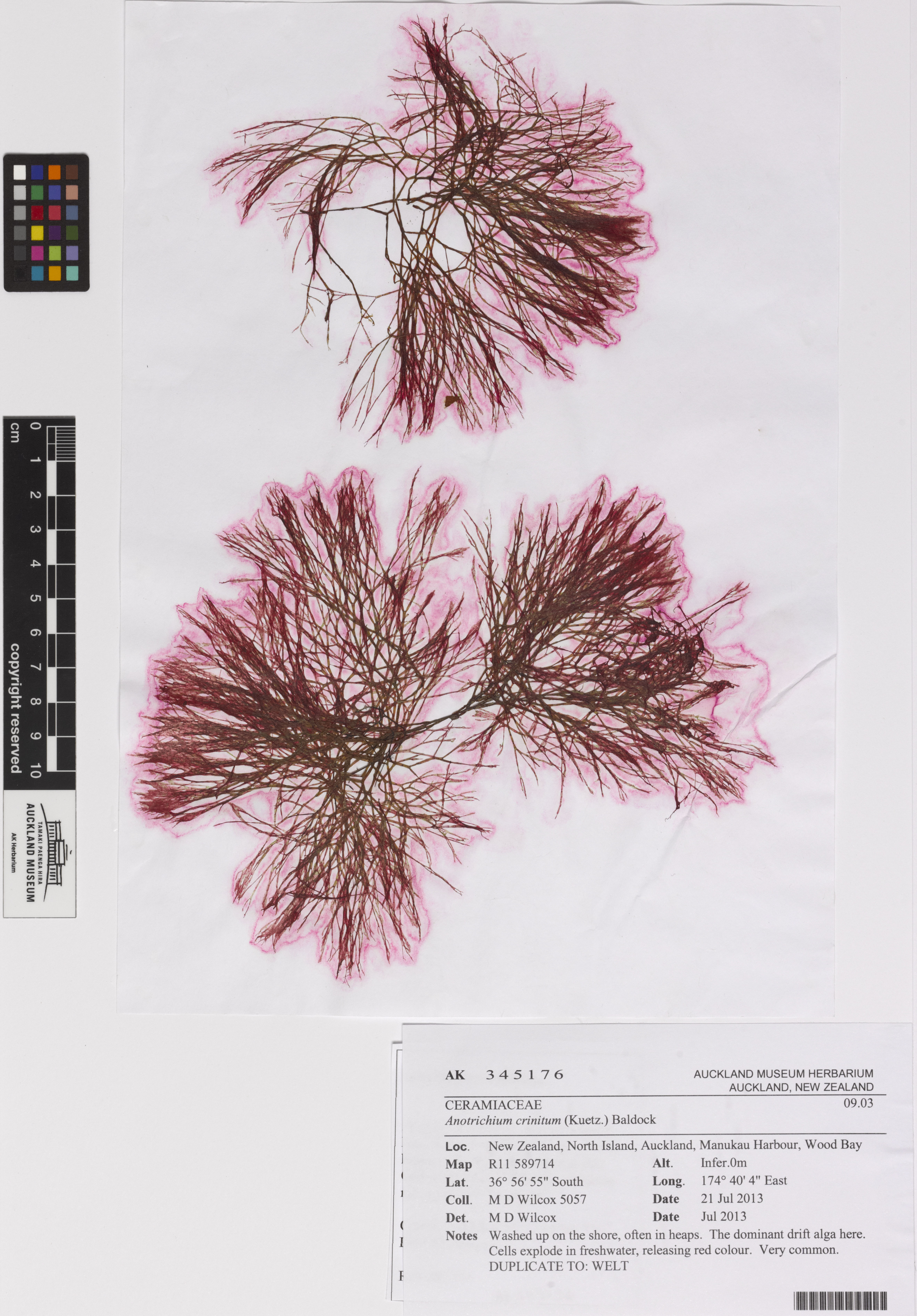
Anotrichium crinitum, planche d’herbier